# Плешаков Петро Степанович
Петро Степанович Плешаков (13 липня 1922, село Красний Октябрь Кірсановського повіту Тамбовської губернії, тепер Умьотського району Тамбовської області, Російська Федерація — 11 вересня 1987, місто Москва) — радянський державний діяч, міністр радіопромисловості СРСР, генерал-полковник. Кандидат у члени ЦК КПРС у 1976—1977 роках. Член ЦК КПРС у 1977—1987 роках. Депутат Верховної Ради СРСР 9—11-го скликань. Герой Соціалістичної Праці (27.01.1981).

## Життєпис
Народився в селянській родині. Наприкінці 1920-х років родина переїхала до Москви. У 1939 році закінчив середню школу № 417 в Москві.
У 1939—1941 роках — студент Московського інституту інженерів зв'язку. У 1941—1944 роках — студент військового факультету зв'язу Червоної армії Московського інституту інженерів зв'язку.
Член ВКП(б) з 1944 року.
У 1944—1945 роках — інженер Науково-дослідного випробувального інституту зв'язку Радянської армії. У роки війни неодноразово був у відрядженнях в діючій армії (на 3-му Білоруському і Забайкальському фронтах) як представник Головного управління зв'язку Радянської армії.
У 1945—1948 роках — старший науковий співробітник, у 1948—1950 роках — начальник лабораторії Центрального науково-дослідного інституту зв'язку (ЦНДІ—108).
У 1950—1952 роках — старший офіцер, заступник начальника відділу 5-го головного управління Військового міністерства СРСР. У ці роки двічі виїжджав у спецвідрядження в Північну Корею для випробувань апаратури радіотехнічної розвідки в бойових умовах, брав участь в бойових діях Корейської війни.
У 1952—1958 роках — начальник лабораторії, начальник відділу, начальник сектора Центрального науково-дослідного інституту зв'язку (ЦНДІ—108). У липні 1958—1964 роках — директор Центрального науково-дослідного інституту зв'язку (ЦНДІ—108).
У 1964—1965 роках — заступника голови Державного комітету Ради міністрів СРСР із радіоелектроніки.
У 1965—1968 роках — заступник міністра, у 1968—1974 роках — 1-й заступник міністра радіопромисловості СРСР.
З квітня 1974 року по 11 вересня 1987 року — міністр радіопромисловості СРСР.
За багаторічну успішну роботу в розвитку радянської оборонної промисловості, Указом Президії Верховної ради СРСР від 27 січня 1981 року генерал-лейтенанту-інженеру Петру Степановичу Плешакову присвоєно звання Героя Соціалістичної праці з врученням ордена Леніна і золотої медалі «Серп і Молот».
Помер 11 вересня 1987 року. Похований в Москві на Новодівочому цвинтарі.

## Звання
- генерал-майор інженерно-технічної служби (13.04.1964)
- генерал-лейтенант інженерно-технічної служби (29.04.1970)
- генерал-лейтенант-інженер (18.11.1971)
- генерал-лейтенант (26.04.1984)
- генерал-полковник (18.02.1985)

## Нагороди
- Герой Соціалістичної Праці (27.01.1981)
- два ордени Леніна (25.10.1971, 27.01.1981)
- орден Жовтневої Революції (29.03.1976)
- орден Вітчизняної війни І ст. (11.03.1985)
- орден Трудового Червоного Прапора (29.07.1966)
- орден Червоної зірки (17.06.1961)
- дві медалі «За бойові заслуги» (4.09.1944, 13.06.1952)
- медаль «За перемогу над Німеччиною у Великій Вітчизняній війні 1941—1945 рр.»
- медалі
- Ленінська премія (1959)
- Державна премія СРСР (двічі: 1968, 1984)